# كوكب الأرض الجزء الأول (وثائقي)
كوكب الأرض هو وثائقي بريطاني عن الطبيعة تنتجه شبكة بي بي سي البريطانية، تم العمل فيه لمدة خمس سنوات، كان أغلى وثائقي عن الطبيعة تنتجه بي بي سي وأيضا أول وثائقي يتم تصويره  بدقة عالية الوضوح.
عرضت الحلقة الاولي من وثائقي كوكب الأرض لأول مرة في 5 آذار / مارس 2006 في المملكة المتحدة على بي بي سي واحد، وعرض الوثائقي  في 130 بلدا حتي تاريخ حزيران / يونيه 2007.
السلسلة مكونة من أحد عشر حلقة، كل منها تعرض لمحة عامة عالمية عن أحد مواطن الكائنات الحية المختلفة علي كوكب الأرض. بعد نهاية الخمسون دقيقة الاولي من الحلقة،  يتم عرض لقطات من وراء الكواليس ننظر في تحديات تصوير المسلسل لمدة عشر دقائق.
بعد عشر سنوات، أعلنت بي بي سي سلسلة من ستة أجزاء كتتمة بعنوان كوكب الأرض الجزء الثاني. كما عاد الراوي والمقدم ديفيد أتينبورو.

## روابط خارجية
- كوكب الأرض الجزء الأول على موقع IMDb (الإنجليزية)
- كوكب الأرض الجزء الأول على موقع ميتاكريتيك (الإنجليزية)
- كوكب الأرض الجزء الأول على موقع روتن توميتوز (الإنجليزية)
- كوكب الأرض الجزء الأول على موقع نتفليكس (الإنجليزية)
- كوكب الأرض الجزء الأول على موقع فيلمافينيتي (الإسبانية)
- كوكب الأرض الجزء الأول على موقع ليتربوكسد (الإنجليزية)
- كوكب الأرض الجزء الأول على موقع كينوبويسك (الروسية)
- كوكب الأرض الجزء الأول على موقع ألو سيني (الفرنسية)
- كوكب الأرض الجزء الأول على موقع قاعدة بيانات الفيلم (الإنجليزية)